# سارة غاما
سارة غاما (بالإيطالية: Sara Gama) (من مواليد 27 مارس 1989) هي مدافعة إيطالية لكرة القدم تلعب لنادي باريس سان جيرمان في الدوري الفرنسي النسوي. وقد لعبت أيضا لفريق ايسيفي بريشيا ويوبيسي تافاكناكو  وايسيديسي جياسيليس في دوري الدرجة الأولى. وكذلك لعبت في أمريكا مع فريق باليه بلوز.
وهي عضو في الفريق الوطني الإيطالي،  وشاركت في بطولة الامم الأوروبية 2009 تحت ال19 عام. وكانت تحمل إشارة الكابتن للفريق الإيطالي النسوي عندما فاز الفريق ببطولة امم أوروبا 2008 تحت ال19 عام، وكان اسمها إم في بي في البطولة.

## روابط خارجية
- سارة غاما على موقع الاتحاد الدولي (مؤرشف)  (الإنجليزية)
- سارة غاما على موقع الاتحاد الأوربي (الإنجليزية)
- سارة غاما على موقع قاعدة بيانات كرة القدم.إي يو (الإنجليزية)
- سارة غاما على موقع Soccerway.com (الإنجليزية)
- سارة غاما على موقع عالم كرة القدم.نت (الإنجليزية)